# Undercover (film iz 1943)
Undercover je britanski ratni film iz 1943. koji prikazuje jugoslavenski pokret otpora gerilа u nacističkoj okupaciji Kraljevine Jugoslavije.